# 말라위의 지구

말라위의 행정 구역

말라위는 3개 주로 구성되어 있으며 이들 주는 28개 현으로 나뉜다.
- 중부지구 (노랑)
  - 인구: 4,814,321명 (2003년 기준)
  - 면적: 35,592km2
  - 주도: 릴롱궤

- 북부지구 (빨강)
  - 인구: 1,389,475명 (2003년 기준)
  - 면적: 26,931km2
  - 주도: 음주주

- 남부지구 (초록)
  - 인구: 5,345,045명 (2003년 기준)
  - 면적: 31,753km2
  - 주도: 블랜타이어

## 같이 보기
- 말라위의 행정 구역
- 말라위의 현
- ISO 3166-2:MW